# Elements de la narració d'un relat curt
Per poder crear o, bé, analitzar un relat curt, cal conèixer unes determinades bases analítiques a partir de determinats coneixements teòrics consolidats en diverses disciplines, en gran part, provinents de l'àmbit literari. Els següents elements són coneixements imprescindibles per poder crear o entendre qualsevol narració. Autors com en Jordi Sánchez Navarro i Lola Lapaz Castillo han recollit aquest conjunt de conceptes en el seu llibre ¿Cómo analizar la narración en un relato corto?

## La trama o argument
La trama o argument són el material que es presenta al lector ordenat pel discurs, conforme un punt de vista determinat. Tanmateix, la trama, en essència, és l'estructuració dels fets que van succeint durant la narració. No obstant això, hi ha qui diu que, per una banda, la trama és la manera de donar forma als fets narrats per convertir-los en una narració genuïna i, per una altra banda, es considera que la trama és el resultat de la narració que pot estar presentat de diverses maneres amb ordenacions ben diferenciades entre elles.
Així mateix, una trama pot estar estructurada en forma de faula o, bé en forma d'intriga. En la primera, els fets succeeixen de manera transparent i amb un ordre cronològic simple sense amagar res a l'espectador. La segona, en canvi, mostra la informació de manera que el lector senti que alguna cosa important està per descobrir i fa que el lector segueixi atent.

## Tipus de narrador
El narrador és qui ens explica la història. Pot ser de tres tipus diferents:

### Narrador autodiegètic
El narrador és el protagonista de la història i narra en primera persona.

### Narrador heterodiegètic
El narrador no apareix dins la història i narra en tercera persona.

### Narrador homodiegètic
El narrador és un personatge secundari de la història i narra en primera persona.

## Tipus de focalització
La focalització és la perspectiva amb què el narrador narra els fets. És a dir, estableix quin és el seu punt de vista.

### Focalització interna
El punt de vista és del narrador

### Focalització externa
El punt de vista és d'un narrador que exerceix d'espectador imaginari durant tota la narració. Aquest tipus de focalització permet observar l'acció, però no, per exemple, saber que està pensant un dels personatges.

### Focalització omniscient
El punt de vista és d'un narrador que esdevé com una mena de Déu totpoderós que tot ho veu. També se'n pot dir que no hi ha focalització.

## Temps
El temps intern de la història: època dels fets que es conten/duració dels fets que es conten, és a dir, temps que passa entre el principi i el final de la història.
L'ordre del discurs: cronològic (ordre lineal), retrospecció (l'acció torna arrere en el temps), anticipació (avancen elements).